# Psammotettix viridiconfinis
Psammotettix viridiconfinis är en insektsart som beskrevs av Adolf Remane 1965. Psammotettix viridiconfinis ingår i släktet Psammotettix och familjen dvärgstritar. Inga underarter finns listade i Catalogue of Life.